# Démographie de Poitou-Charentes
Au premier janvier 2007, la population de la région Poitou-Charentes était de 1 741 787 habitants, soit une augmentation de 0,91 % par rapport au dernier chiffre de 2006. Entre 1999 et 2006, la population de la région avait progressé au rythme de 0,74 %, pourcentage dû essentiellement à l'immigration, l'accroissement naturel étant un des plus faibles du pays.

## Évolution de la population

### Historique
| Année | Population aux divers recensements | Population aux divers recensements   | Population aux divers recensements | Population aux divers recensements | Poitou-Charentes |
| Année | département de la Charente         | département de la Charente- Maritime | département des Deux-Sèvres        | département de la Vienne           | Poitou-Charentes |
| ----- | ---------------------------------- | ------------------------------------ | ---------------------------------- | ---------------------------------- | ---------------- |
| 1801  | 299 029                            | 399 162                              | 241 916                            | 240 990                            | 1 181 097        |
| 1851  | 382 912                            | 469 992                              | 323 615                            | 317 305                            | 1 493 079        |
| 1901  | 350 000                            | 452 000                              | 342 000                            | 336 000                            | 1 480 498        |
| 1911  | 347 061                            | 451 044                              | 337 627                            | 331 557                            | 1 467 289        |
| 1921  | 316 279                            | 418 310                              |                                    |                                    | 1 350 198        |
| 1936  | 309 276                            | 419 021                              | 308 841                            | 306 109                            | 1 343 247        |
| 1946  | 311 137                            | 416 187                              |                                    | 313 932                            | 1 353 299        |
| 1954  | 313 635                            | 447 973                              |                                    |                                    | 1 392 853        |
| 1968  | 331 016                            | 483 622                              | 326 462                            | 340 256                            | 1 481 356        |
| 1975  | 337 064                            | 497 859                              | 335 829                            | 357 366                            | 1 528 118        |
| 1982  | 340 770                            | 513.220                              | 342.812                            | 371 428                            | 1 568 230        |
| 1990  | 341 993                            | 527 146                              | 346 173                            | 380 005                            | 1 595 217        |

Sources : IAURIF,.

### Évolution des dernières années
| Année | Population au premier janvier | Population au premier janvier        | Population au premier janvier | Population au premier janvier | Poitou-Charentes |
| Année | département de la Charente    | département de la Charente- Maritime | département des Deux-Sèvres   | département de la Vienne      | Poitou-Charentes |
| ----- | ----------------------------- | ------------------------------------ | ----------------------------- | ----------------------------- | ---------------- |
| 1990  | 341 993                       | 527 146                              | 346 173                       | 380 005                       | 1 595 217        |
| 1991  | 342 244                       | 530 632                              | 345 801                       | 381 861                       | 1 600 538        |
| 1992  | 342 242                       | 533 431                              | 345 831                       | 384 083                       | 1 605 587        |
| 1993  | 342 381                       | 535 893                              | 345 534                       | 386 099                       | 1 609 907        |
| 1994  | 341 750                       | 538 260                              | 345 181                       | 388 170                       | 1 613 361        |
| 1995  | 341 371                       | 540 779                              | 345 256                       | 391 878                       | 1 619 284        |
| 1996  | 340 786                       | 543 835                              | 345 255                       | 393 845                       | 1 623 721        |
| 1997  | 340 431                       | 547 041                              | 344 760                       | 395 846                       | 1 628 078        |
| 1998  | 339 932                       | 552 641                              | 344 574                       | 397 941                       | 1 635 088        |
| 1999  | 339 828                       | 556 419                              | 344 486                       | 399 002                       | 1 639 735        |
| 2000  | 340 761                       | 561 742                              | 346 432                       | 401 443                       | 1 650 378        |
| 2001  | 341 959                       | 567 617                              | 348 599                       | 403 958                       | 1 662 133        |
| 2002  | 343 012                       | 573 817                              | 350 799                       | 406 832                       | 1 674 460        |
| 2003  | 343 894                       | 579 877                              | 352 970                       | 409 731                       | 1 686 472        |
| 2004  | 344 708                       | 586 082                              | 354 914                       | 412 316                       | 1 698 020        |
| 2005  | 345 911                       | 592 640                              | 357 319                       | 415 437                       | 1 711 307        |
| 2006  | 347 037                       | 598 915                              | 359 711                       | 418 460                       | 1 724 123        |
| 2007  | 349 535                       | 605 410                              | 362 944                       | 421 891                       | 1 739 780        |
| 2008  | 351 581                       | 611 714                              | 365 059                       | 424 354                       | 1 752 708        |
| 2009  | 351 563                       | 616 607                              | 366 339                       | 426 066                       | 1 760 575        |
| 2010  | 351 577                       | 622 323                              | 369 270                       | 427 193                       | 1 770 363        |
| 2011  | 352 705                       | 625 682                              | 370 939                       | 428 447                       | 1 777 773        |
| Année | Charente                      | Charente- Maritime                   | Deux-Sèvres                   | Vienne                        | Poitou-Charentes |

Nota: les chiffres des années 1991 à 1998 et 2000 à 2005 sont des estimations de l'INSEE. Ceux de 1990 et 1999 sont issus des recensements nationaux, et les chiffres de 2006 à 2011 correspondent aux populations légales des départements en vigueur au 1er janvier des années 2009 à 2014, issus des enquêtes de recensement de l'INSEE (recensement dit " rénové").
Sources : INSEE,,

## Mouvements naturels de la population

### Évolution des naissances et des décès
Les chiffres suivants sont fournis par l'INSEE,.
| Département       | 2000   | 2000   | 2000  | 2004   | 2004   | 2004  | 2005   | 2005   | 2005  | 2006   | 2006   | 2006  |
| Département       | Naiss. | Décès  | Solde | Naiss. | Décès  | Solde | Naiss. | Décès  | Solde | Naiss. | Décès  | Solde |
| ----------------- | ------ | ------ | ----- | ------ | ------ | ----- | ------ | ------ | ----- | ------ | ------ | ----- |
| Charente          | 3 728  | 3 701  | 27    | 3 514  | 3 603  | -89   | 3 570  | 3 693  | -123  | 3 653  | 3 663  | -10   |
| Charente-Maritime | 6 093  | 6 411  | -318  | 5 900  | 6 301  | -401  | 6 069  | 6 527  | -458  | 6 089  | 6 371  | -282  |
| Deux-Sèvres       | 4 081  | 3 529  | 552   | 4 100  | 3 496  | 604   | 4 191  | 3 541  | 650   | 4 057  | 3 483  | 574   |
| Vienne            | 4 470  | 3 929  | 541   | 4 568  | 3 692  | 876   | 4 725  | 3 874  | 849   | 4 850  | 3 834  | 1 016 |
| Poitou-Charentes  | 18 372 | 17 570 | 802   | 18 082 | 17 092 | 990   | 18 555 | 17 635 | 920   | 18 649 | 17 351 | 1 298 |

### Fécondité par département
Le nombre moyen d'enfants par femme ou indice conjoncturel de fécondité a évolué comme suit pour chaque département et pour l'ensemble de la région Poitou-Charentes :
| Département           | Fécondité 1999 | Fécondité 2000 | Fécondité 2001 | Fécondité 2002 | Fécondité 2003 | Fécondité 2004 | Fécondité 2005 |
| --------------------- | -------------- | -------------- | -------------- | -------------- | -------------- | -------------- | -------------- |
| Charente              | 1,71           | 1,83           | 1,83           | 1,73           | 1,73           | 1,83           |                |
| Charente-Maritime     | 1,74           | 1,82           | 1,83           | 1,74           | 1,78           | 1,78           |                |
| Deux-Sèvres           | 1,80           | 1,92           | 1,90           | 1,92           | 1,98           | 2,08           |                |
| Vienne                | 1,63           | 1,59           | 1,67           | 1,62           | 1,62           | 1,58           |                |
| Poitou-Charentes      | 1,70           | 1,77           | 1,79           | 1,73           | 1,76           | 1,78           |                |
| France métropolitaine | 1,79           | 1,87           | 1,88           | 1,87           | 1,87           | 1,89           | 1,92           |

Du point de vue de la fécondité la région apparaît comme une zone de transition entre d'une part les Pays de la Loire très féconds, et d'autre part l'Aquitaine-Limousin, régions très peu fécondes. Ainsi les Deux-Sèvres ont un comportement identique à la Vendée et à l'Anjou tout proches. Le département apparaît en pleine santé démographique et présente même un mini-baby-boom. En 2006, il a atteint le seuil de renouvellement des générations situé à un taux de fécondité de 2,07 pour la France.
La Vienne par contre semble s'enfoncer dans la dénatalité comme le Limousin voisin, et sa population plongerait même, s'il n'y avait une forte immigration liée au grand dynamisme de sa métropole, Poitiers. Déjà très médiocre face à la moyenne française, la fécondité du département n'a au total pas progressé d'un iota durant la période, et semble s'éloigner de plus en plus de la moyenne nationale. Mais ceci peut parfaitement changer les années suivantes.
Une bonne nouvelle pour les natalistes inquiets pour l'avenir de la région : en 2004, l'indicateur conjoncturel de fécondité atteignait déjà 1,78-1,79, et en 2005, la fécondité a dépassé le seuil des 1,8 enfant par femme INSEE Franche-Comté - Une fécondité plus forte en Franche-Comté qu’au niveau national (janvier 2006), http://www.insee.fr/fr/insee_regions/bretagne/rfc/docs/Flash118.pdf INSEE Bretagne - Le Flash d'Octant no 118 - Michel Rouxel : Bilan démographique 2005 (avec carte de la fécondité des régions de France en 2005)] [PDF].
D'après l'INSEE, cette tendance se trouve confirmée pour l'année 2006 : l'indicateur conjoncturel de fécondité s'y est monté à 1,89 enfant par femme, contre 1,99 en moyenne en métropole. Par département, la fécondité est de :
- 1,92 enfant/femme en Charente,
- 1,88 enfant/femme en Charente-Maritime,
- 1,82 enfant/femme dans la Vienne,
- 2enfants/femme dans les Deux-Sèvres.

C'est toujours la Vienne qui est à la traîne, et les Deux-Sèvres qui reste leader de la fécondité régionale. En 2006, le comportement démographique de ce département reste toujours sensiblement identique à celui des départements bretons, ligérois et du nord.
Source: http://www.insee.fr/fr/themes/tableau.asp?reg_id=12&ref_id=popop108

## Âges de la population

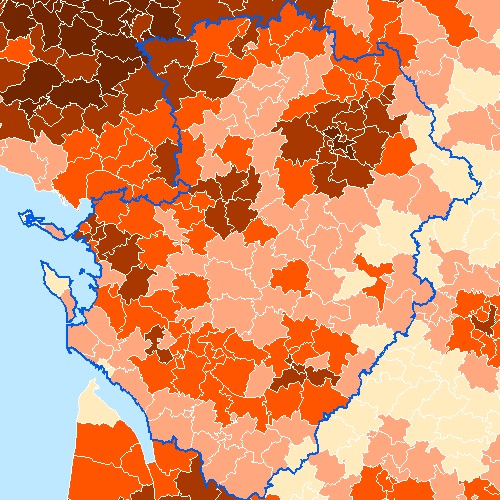
Les moins de 25 ans en Poitou-Charentes en 1999

Au total, lors du recensement de 1999, 23,8 % de la population de Poitou-Charentes avait moins de 25 ans.
Du plus clair au plus foncé :
- entre 16,1 et 22,8 % de la population a moins de 25 ans ;
- entre 22,8 et 26,4 % de la population a moins de 25 ans ;
- entre 29,7 et 33 % de la population a moins de 25 ans ;
- entre 33 et 44,9 % de la population a moins de 25 ans ;

Des zones assez vastes sont abandonnées par les tranches d'age les plus jeunes (Sud-Est de la Vienne, Nord et Sud Charente, Sud et centre des Deux-Sèvres), qui se concentrent dans les agglomérations :
- Poitiers et ses environs assez éloignés, qui possède une université importante
- La Rochelle, Saintes, Angoulême et Niort, qui offrent plus de possibilités d'emploi que la campagne.

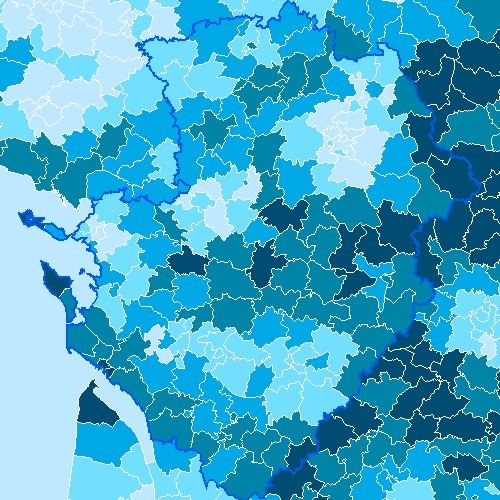
Les plus de 60 ans en Poitou-Charentes en 1999

Au contraire, les retraités se concentrent dans les zones rurales citées (Sud Vienne, Nord et Sud Charente) ; à noter toutefois que la côte royannaise et les îles d'Oléron et de Ré sont aussi très attractives pour les retraités.

## Population active

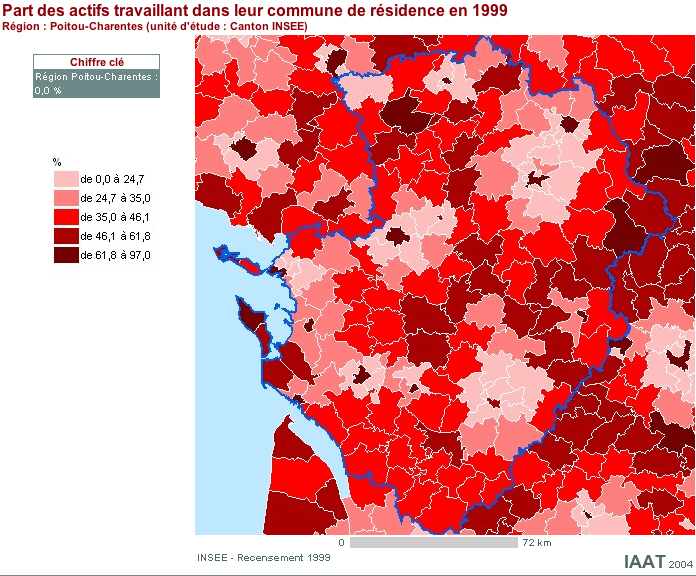
Les actifs travaillant dans leur commune de résidence

Dans la région, les trois types de zones dont une part importante de la population travaille dans la commune de résidence sont :
- les régions très rurales (sud-Est de la Vienne, Sud Vienne et Nord des Charentes, quelques cantons des Deux-Sèvres) : ce sont des agriculteurs qui résident donc dans la commune de leur exploitation ;
- les régions touristiques : île de Ré, île d'Oléron, cantons de Marennes et Saujon : là encore, la structure de la population active (tournée vers le commerce et le tourisme) explique que beaucoup d'habitants travaillent à proximité de leur domicile ;
- enfin, les centres urbains (Poitiers, Châtellerault, Chauvigny, Loudun ; Niort, Thouars, Bressuire, Saint-Maixent-l'École ; La Rochelle, Royan, Rochefort, Saintes ; Cognac, Angoulême, Barbezieux-Saint-Hilaire et Confolens).

Autour de ces zones urbaines et du bassin d'emploi qu'elles représentent (excepté pour Bressuire, Royan, Rochefort et Barbezieux, et dans une moindre mesure pour Confolens et Cognac), des zones assez vastes sont habitées par une population ayant, à plus de 75 %, son emploi dans une autre commune. C'est le phénomène de rurbanisation.

## Diplômes
Population des plus de 15 ans diplômés de l'enseignement supérieur dans la région Poitou-Charentes, en 1999 :

## La population étrangère et immigrée
Un immigré est quelqu'un résidant en France, né étranger à l'étranger. Il peut avoir gardé sa nationalité étrangère ou être devenu français par acquisition. Par contre le groupe des étrangers est constitué par l'ensemble des résidents ayant une nationalité étrangère, qu'ils soient nés en France ou hors de France. Les Français de naissance nés hors de France ne sont pas des immigrés.
Note :
Le code de la nationalité française déclare que toute personne née d'au moins un parent français est française à la naissance (par filiation). Est également française à la naissance, toute personne née en France d'au moins un parent lui-même né en France (double droit du sol). Ainsi donc tout enfant d'un étranger né lui-même en France est français de plein droit.
Les enfants nés en France de parents étrangers nés tous deux à l'étranger sont donc étrangers, mais deviennent Français de plein droit à 18 ans, s'ils y résident et y ont résidé de manière continue ou discontinue pendant cinq années depuis l'âge de 11 ans et s'ils ne désirent pas conserver leur nationalité d'origine. Cependant le mineur de 16 ans accomplis peut faire la demande d'acquisition anticipée de la nationalité sans l'accord de ses parents et sous les mêmes conditions de durée de résidence en France durant cinq années depuis l'âge de 11 ans. De plus, dès l'âge de 13 ans, les parents peuvent demander la nationalité française pour leur enfant, avec son accord, à condition d'avoir résidé cinq ans en France depuis l'âge de 8 ans.

### Nombre d'immigrés et d'étrangers en Poitou-Charentes
|                                              | Effectifs début 1999 | Effectifs à la mi-2004 |
| -------------------------------------------- | -------------------- | ---------------------- |
| Étrangers                                    | 25 129               | 36 728                 |
| -- Étrangers nés en France                   | 2 928                | 3 683                  |
| -- Étrangers nés à l'étranger                | 22 201               | 33 045                 |
| Immigrés                                     | 38 825               | 52 865                 |
| -- Français par acquisition nés à l'étranger | 16 624               | 19 820                 |
| -- Étrangers nés à l'étranger                | 22 201               | 33 045                 |

### Caractéristiques principales et répartition des immigrés
Sur 52.865 immigrés, près de 14 000 sont arrivés dans la région depuis janvier 1999. Alors que la population immigrée originaire de Tunisie et d'Espagne diminue, on assiste à une forte progression du nombre des immigrés venus du nord du Maroc, principalement de la région du Rif. Les Portugais qui étaient jusqu'ici les plus nombreux dans la région sont maintenant devancés par les Marocains.
Les Britanniques, les Marocains et les Portugais constituent les trois groupes les plus nombreux au sein de l'immigration dans la région. Sur 11 600 immigrés venus du Rif, 90 % d'entre eux proviennent de la province d'Al Hoceima. 92 % de ces derniers résident à La Rochelle.
À la suite de l'importante immigration récente des Britanniques, près de 10 % de ceux d'entre eux qui résident en France se trouvent désormais en Poitou-Charentes.
La structure par âge et les motivations pour venir vivre en France sont fort différentes pour les trois nationalités. La grande majorité des Marocains et des Portugais, généralement venus jeunes en France, ont encore l'âge d'être actifs, tandis que les ressortissants britanniques sont plus âgés. Parmi les derniers Britanniques arrivés (sur moins de cinq ans depuis 1999), 30 % ont plus de 60 ans et 25 % ont entre 50 et 59 ans, ce qui fait de cette immigration en grande partie une migration de retraités.
Au total, près de 20 000 immigrés ont acquis la nationalité française, soit 37,5 % de la population immigrée totale de la région (contre 40 % en moyenne pour la métropole). Les britanniques plus âgés et arrivés en grande partie depuis peu de temps, sont rares à avoir fait cette démarche.

### Répartition des naissances par nationalité de la mère
Les chiffres suivants sont fournis par l'INSEE pour l'année 2004 :
|                   | Ensemble | Françaises | Étrangères | Étrangères | Étrangères | Étrangères | Étrangères | Étrangères | Étrangères |
| Total étrangères  | Ensemble | Françaises | Algérie    | Espagne    | Italie     | Portugal   | Maroc      | Tunisie    |            |
| ----------------- | -------- | ---------- | ---------- | ---------- | ---------- | ---------- | ---------- | ---------- | ---------- |
| Charente          | 3 514    | 3 374      | 140        | 21         | 0          | 0          | 8          | 16         | 11         |
| Charente-Maritime | 5 900    | 5 720      | 180        | 16         | 3          | 1          | 17         | 76         | 7          |
| Deux-Sèvres       | 4 100    | 3 996      | 104        | 7          | 1          | 0          | 18         | 7          | 0          |
| Vienne            | 4 568    | 4323       | 245        | 28         | 4          | 1          | 9          | 25         | 1          |
| Poitou-Charentes  | 18 082   | 17 413     | 669        | 72         | 8          | 2          | 52         | 124        | 19         |
| -- légitimes      | 8 250    | 7 774      | 476        | 62         | 3          | 2          | 33         | 112        | 17         |
| -- hors-mariage   | 9 832    | 9 639      | 193        | 10         | 5          | 0          | 19         | 12         | 2          |

On remarque qu'une large majorité des naissances ont lieu hors-mariage. Ce n'est pas vrai pour les mères étrangères, mais la proportion de ces naissances parmi elles est un peu plus élevé que dans l'ensemble de la métropole (29 % hors-mariage en Poitou-Charentes contre 27 % pour la métropole entière).
Le nombre de naissances de mère étrangère est fort marginal dans la région, ceci à la suite de la faiblesse de l'effectif des étrangers et à l'âge moyen avancé de ceux-ci, puisque l'effectif des deux groupes (Britanniques et Portugais) sont des populations vieillissantes.

## Les mariages
En 2004, on a enregistré 6.556 mariages en région Poitou-Charentes, dont :
- 5.920 entre deux conjoints français
- 78 entre conjoints étrangers
- 238 mariages mixtes entre époux français et épouse étrangère
- 320 mariages mixtes entre épouse française et époux étranger

À part le groupe britannique à la fois relativement âgé et arrivé trop récemment, la population étrangère semble ainsi se fondre progressivement dans la population poitevine, puisque sur 714 conjoints étrangers impliqués dans le total des mariages, 558 (soit près de 78 %) l'étaient dans des mariages mixtes (71 % pour la totalité de la métropole).

### Ventilation des mariages mixtes
|                  | Total mariages mixtes | Nationalité du conjoint étranger | Nationalité du conjoint étranger | Nationalité du conjoint étranger | Nationalité du conjoint étranger |
| Italienne        | Total mariages mixtes | Espagnole                        | Portugaise                       | Algérienne                       |                                  |
| ---------------- | --------------------- | -------------------------------- | -------------------------------- | -------------------------------- | -------------------------------- |
| Époux français   | 238                   | 1                                | 8                                | 12                               | 14                               |
| Épouse française | 320                   | 2                                | 3                                | 22                               | 70                               |

Source :.
Les mariages mixtes français-étrangers sont importants à observer. Il s'agit en effet d'un des principaux indicateurs d'intégration des populations étrangères, avec le nombre des acquisitions de la nationalité.

## Population urbaine

### Zones attractives
Les principales zones d'attraction urbaines de la région dessinent les contours des proches banlieues et des zones périphériques des principaux centres urbains attractifs de la région que sont Poitiers et La Rochelle, ainsi qu'Angoulême, Niort, Saintes et Royan. La majorité des villes-centres ont une attraction bien moindre que leur périphérie, et sont même quelquefois répulsives, hormis Poitiers et La Rochelle entre 1990 et 2007 ainsi que Royan.
Le fait nouveau depuis une vingtaine d'années, en ce qui concerne notamment l'évolution des proches banlieues lors des années 1960 et 1970, est le déplacement de cette croissance en périphérie de plus en plus éloignée. Ce phénomène de rurbanisation ne concerne pas que les quatre principales agglomérations de Poitou-Charentes, il touche également les villes moyennes comme Saintes, Rochefort, Châtellerault, s'étendant dans un rayon qui dépasse les 20 km alentour, voire 30 km pour les plus grandes agglomérations.
Enfin, Royan connaît une forte croissance liée au tourisme qui a favorisé la villégiature des personnes âgées aussi bien sur le littoral que dans l'arrière-pays immédiat.

### Liste des unités urbaines de plus de5 000 habitants
Le tableau ci-dessous dresse la liste des 32 unités urbaines de Poitou-Charentes regroupant plus de 5 000 habitants au recensement de 2010 (population municipale), maintenant définies dans les nouvelles limites territoriales de 2010 précisées par l'INSEE.
Parmi ces 32 unités urbaines, 2 sont situées dans le département de la Charente, 12 en Charente-Maritime, 11 dans les Deux-Sèvres et 7 dans la Vienne.
Le département des Deux-Sèvres est le seul de la région à ne pas compter d'unité urbaine de plus de 100 000 habitants.
Si la Charente ne recense que 2 unités urbaines de plus de 5 000 habitants, c'est dans le département voisin de la Charente-Maritime que se trouve le plus grand nombre d'agglomérations dans cette catégorie.
Les trois premières unités urbaines de Poitou-Charentes qui sont Poitiers, La Rochelle et Angoulême occupent respectivement la 53e, 54e et 59e place en France (y compris les DOM) au recensement de 2007.
Note :
16 = Département de la Charente
17 = Département de Charente-Maritime
79 = Département des Deux-Sèvres
86 = Département de la Vienne
| Rang | Nom de l'unité urbaine     | Unité urbaine | Nombre de communes | Ville-centre ou ville isolée |
| ---- | -------------------------- | ------------- | ------------------ | ---------------------------- |
| 1    | Poitiers (86)              | 127 845       | 8                  | 87 697                       |
| 2    | La Rochelle (17)           | 127 025       | 10                 | 75 170                       |
| 3    | Angoulême (16)             | 107 821       | 18                 | 41 613                       |
| 4    | Niort (79)                 | 71 046        | 4                  | 57 325                       |
| 5    | Châtellerault (86)         | 40 725        | 4                  | 32 459                       |
| 6    | Rochefort (17)             | 38 886        | 5                  | 25 140                       |
| 7    | Royan (17)                 | 34 915        | 6                  | 17 946                       |
| 8    | Saintes (17)               | 29 740        | 3                  | 26 011                       |
| 9    | Cognac (16)                | 26 446        | 6                  | 18 557                       |
| 10   | Bressuire (79)             | 18 615        | 1                  | 18 615                       |
| 11   | Parthenay (79)             | 18 370        | 5                  | 10 478                       |
| 12   | Thouars (79)               | 15 023        | 5                  | 9 822                        |
| 13   | Saint-Maixent-l’École (79) | 11 829        | 4                  | 7 483                        |
| 14   | La Tremblade (17)          | 11 517        | 4                  | 4 584                        |
| 15   | Marennes (17)              | 8 988         | 2                  | 5 607                        |
| 16   | Saint-Jean-d'Angély (17)   | 8 860         | 3                  | 7 669                        |
| 17   | Mauléon (79)               | 8 172         | 1                  | 8 172                        |
| 18   | Loudun (86)                | 6 989         | 1                  | 6 989                        |
| 19   | Saujon (17)                | 6 796         | 1                  | 6 796                        |
| 20   | Chauvigny (86)             | 6 754         | 1                  | 6 754                        |
| 21   | Saint-Pierre-d'Oléron (17) | 6 687         | 1                  | 6 687                        |
| 22   | Surgères (17)              | 6 508         | 1                  | 6 508                        |
| 23   | Montmorillon (86)          | 6 387         | 1                  | 6 387                        |
| 24   | Cerizay (79)               | 5 623         | 2                  | 4 660                        |
| 25   | Ligugé (86)                | 5 597         | 2                  | 3 062                        |
| 26   | Melle (79)                 | 5 514         | 3                  | 3 657                        |
| 27   | La Crèche (79)             | 5 449         | 1                  | 5 449                        |
| 28   | Nueil-les-Aubiers (79)     | 5 444         | 1                  | 5 444                        |
| 29   | La Flotte (17)             | 5 415         | 2                  | 2 889                        |
| 30   | Jonzac (17)                | 5 332         | 3                  | 3 480                        |
| 31   | Neuville-de-Poitou (86)    | 5 119         | 1                  | 5 119                        |
| 32   | Échiré (79)                | 5 079         | 2                  | 3 336                        |

### Les aires urbaines

#### Les nouvelles aires urbaines de Poitou-Charentes selon la dernière délimitation de 2010
L'INSEE a procédé à une révision du zonage des aires urbaines de la France en 2010 ; celles de Poitou-Charentes subissent des modifications sensibles qui concernent principalement les neuf grandes aires urbaines.
En 2010, l'Insee a délimité 36 aires urbaines dont 9 sont dans la catégorie grandes aires urbaines, 5 sont des moyennes aires urbaines (Thouars, Parthenay, Bressuire, Saint-Jean-d'Angély et Saint-Maixent-l'École) et 22 sont dans la catégorie des petites aires urbaines.
Liste des 9 grandes aires urbaines de Poitou-Charentes selon le nouveau zonage de 2010 et population municipale de 2010, et évolution de population 1999-2010 (en % annuel).
| Rang régional | Nom de l'aire urbaine | Aire urbaine 2010 | Evolution 1999-2010 | Unité urbaine 2010 | Nombre de communes | Code Insee |
| ------------- | --------------------- | ----------------- | ------------------- | ------------------ | ------------------ | ---------- |
| 1             | Poitiers              | 252 381           | 1,01                | 127 845            | 103                | 041        |
| 2             | La Rochelle           | 204 418           | 1,04                | 126 725            | 63                 | 047        |
| 3             | Angoulême             | 178 496           | 0,53                | 107 821            | 108                | 049        |
| 4             | Niort                 | 151 254           | 1,01                | 70 128             | 77                 | 054        |
| 5             | Châtellerault         | 70 534            | 0,21                | 41 280             | 33                 | 117        |
| 6             | Saintes               | 61 733            | 1,00                | 29 740             | 45                 | 132        |
| 7             | Rochefort             | 55 740            | 1,02                | 38 886             | 20                 | 142        |
| 8             | Royan                 | 47 979            | 1,09                | 35 015             | 14                 | 151        |
| 9             | Cognac                | 47 763            | 0,07                | 26 446             | 35                 | 150        |